# 瓦尔波纳门

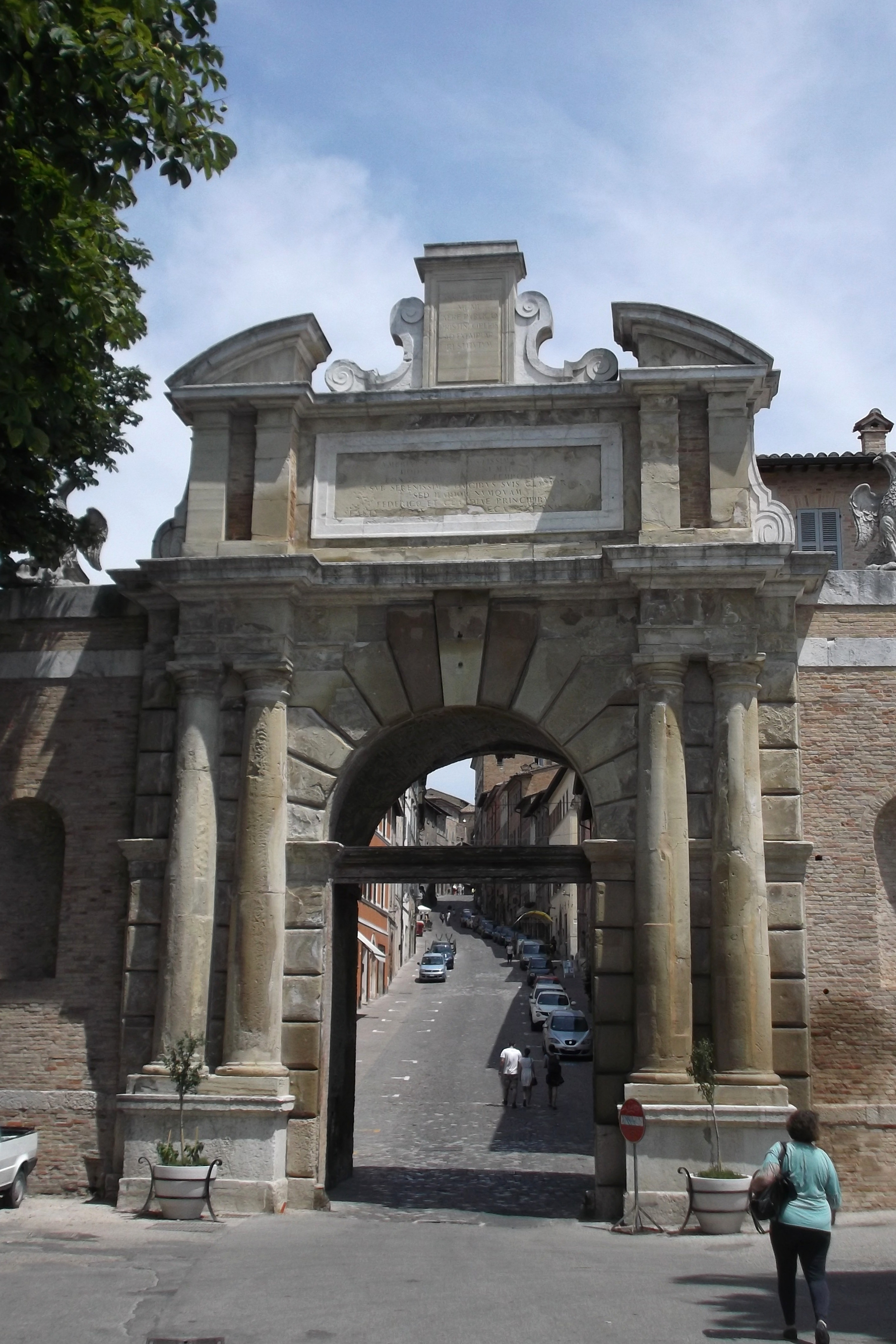

瓦尔波纳门（Porta Valbona）是马尔凯大区乌尔比诺城墙 上的一座城门。
瓦尔波纳门临梅尔卡塔尔广场（piazza del Mercatale），内接通向古城中心的主要街道马志尼街（via Mazzini），开辟于17世纪Federico Ubaldo della Rovere与Claudia de 'Medici婚礼之时，在门楣上有夫妇二人的铭文。放在门边的两只鹰是由Francesco Buonamici在18世纪制造。